# A Nemzetközi Űrállomás 19. alaplegénysége
A Nemzetközi Űrállomás 19. alaplegénysége (expedíciója) volt az utolsó háromtagú alaplegénység, melyet a Szojuz TMA–14 űrhajóval juttattak fel. Az alaplegénység parancsnoka Gennagyij Padalka, ő az első, aki egymás után két alaplegénység parancsnoka, ugyanis a 20.-at is ő vezette.

## Személyzet
(zárójelben a repülések száma a küldetéssel együtt)
- Gennagyij Ivanovics Padalka (3), parancsnok,  Oroszország
- Michael Barratt (1), fedélzeti mérnök,  Egyesült Államok
- Vakata Kóicsi (3) fedélzeti mérnök,  Japán